# Pekka Vapaavuori
Pekka Juhani Vapaavuori (Turku, Finland, 9 augustus 1962) is een Finse architect. Hij studeerde in 1993 af van de Technische Universiteit Tampere. Hij is vooral bekend voor het ontwerpen van het gebouw voor de KUMU, een prijswinnend kunstmuseum in de Estse hoofdstad Tallinn.

## Galerij
- Gemeinsame Normdatei: 1232846414
- Union List of Artist Names: 500284818
- Virtual International Authority File: 79931327